# Jean-Pierre Goudeau
Jean-Pierre Goudeau (ur. 25 lutego 1933 w Paryżu, zm. 18 lipca 2024) – francuski lekkoatleta, sprinter, mistrz Europy z 1954.
Zajął 6. miejsce w sztafecie 4 × 400 metrów (w składzie: Goudeau, Robert Bart, Jacques Degats i Jean-Paul Martin du Gard) na igrzyskach olimpijskich w 1952 w Helsinkach, a w biegu na 400 metrów odpadł w eliminacjach.
Zdobył złoty medal w sztafecie 4 × 400 metrów na mistrzostwach Europy w 1954 w Bernie. Sztafeta francuska biegła w składzie: Pierre Haarhoff, Degats, Martin du Gard i Goudeau. Na igrzyskach olimpijskich w 1956 w Melbourne odpadł w eliminacjach biegu na 200 metrów oraz sztafety 4 × 400 metrów (Francuzi biegli w składzie: Degats, Martin du Gard, Goudeau i Haarhoff).
Goudeau był mistrzem Francji w biegu na 200 metrów w 1951 i w biegu na 400 metrów w 1955 oraz wicemistrzem w biegu na 400 metrów w 1952, 1954, 1959 i 1960.
10 października 1954 w Paryżu wyrównał rekord Francji w biegu na 400 metrów czasem 47,5 s. Dwukrotnie poprawiał rekord Francji w sztafecie 4 × 400 metrów do wyniku 3:08,7 (29 sierpnia 1954 w Bernie).